# زمین‌لرزه ۱۹۶۹ چین
زمین‌لرزه چین  در تاریخ ۲۵ ژوئیه ۱۹۶۹ میلادی، برابر با ‎۳ مرداد ۱۳۴۸، ساعت ۲۲:۴۹:۳۸ به زمان یوتی‌سی در چین رخ داد. ژرفای این زلزله ۳٫۷ کیلومتر بود. بزرگی آن ۵٫۹ در مقیاس Ms اعلام شده‌است. زمین‌لرزه به وقت محلی در روز شنبه، ساعت ۶ روی داده و منطقه زمانی آن یوتی‌سی +۸ بوده‌است .
سازمان زمین‌شناسی آمریکا نیز جای این زمین‌لرزه را در مختصات ۲۲°۱۹′۰۱″شمالی ۱۱۱°۴۸′۰۰″شرقی / ۲۲٫۳۱۷°شمالی ۱۱۱٫۸°شرقی و بزرگی آنرا برابر با ۶٫۴ در مقیاس ریشتر اعلام کرده‌است. ژرفای گزارش شده از سوی این سازمان ۵ کیلومتر می‌باشد.
شمار کشتگان زلزله حدود ۳۳ نفر بوده‌است.تعداد زخمیان ۱۰۰۰ نفر برآورده شده‌است.